# Handball-Afrikameisterschaft der Frauen 2018
Die 23. Handball-Afrikameisterschaft der Frauen fand vom 2. bis 12. Dezember 2018 in Brazzaville, der Hauptstadt der Republik Kongo statt. Ausrichter war die Confédération Africaine de Handball (CAHB). Afrikameister 2018 wurde die angolanische Frauen-Handballnationalmannschaft, die ihren insgesamt 13. Titel gewann.

## Teilnehmer
An der für zehn Nationalmannschaften ausgeschriebenen Afrikameisterschaft 2018 nahmen folgende Teams teil:
- Senegal
- Kamerun
- Tunesien
- Algerien
- Elfenbeinküste
- Angola
- Demokratische Republik Kongo
- Republik Kongo (Gastgeber)
- Guinea
- Marokko

## Austragungsort
Alle Spiele der Afrikameisterschaft 2018 wurden im Palais des sports de Kintélé ausgetragen, einer 2015 eröffneten Mehrzweckhalle mit einem Fassungsvermögen von 10.134 Zuschauern, die zum Complexe sportif de la Concorde de Kintélé in Brazzaville gehört.

## Vorrunde
Nach Abschluss der Vorrunde ergaben sich folgende Tabellenstände:
| Pl. | Land           | Sp. | S | U | N | Tore      | Diff. | Punkte |
| --- | -------------- | --- | - | - | - | --------- | ----- | ------ |
| 1.  | Senegal        | 4   | 4 | 0 | 0 | 0116:830  | +33   | 8      |
| 2.  | Kamerun        | 4   | 2 | 1 | 1 | 0109:910  | +18   | 5      |
| 3.  | Tunesien       | 4   | 1 | 2 | 1 | 0105:1030 | +2    | 4      |
| 4.  | Algerien       | 4   | 1 | 1 | 2 | 091:1160  | −25   | 3      |
| 5.  | Elfenbeinküste | 4   | 0 | 0 | 4 | 0100:1280 | −28   | 0      |

| Pl. | Land                         | Sp. | S | U | N | Tore      | Diff. | Punkte |
| --- | ---------------------------- | --- | - | - | - | --------- | ----- | ------ |
| 1.  | Angola                       | 4   | 4 | 0 | 0 | 0155:740  | +81   | 8      |
| 2.  | Demokratische Republik Kongo | 4   | 2 | 1 | 1 | 0123:1030 | +20   | 5      |
| 3.  | Republik Kongo               | 4   | 2 | 1 | 1 | 0121:1040 | +17   | 5      |
| 4.  | Guinea                       | 4   | 1 | 0 | 3 | 097:1340  | −37   | 2      |
| 5.  | Marokko                      | 4   | 0 | 0 | 4 | 082:1630  | −81   | 0      |

Die jeweils vier bestplatzierten Mannschaften jeder Gruppe qualifizierten sich für das Viertelfinale.

## Hauptrunde

### Viertelfinale
| Datum            | Zeit      | Begegnung | Begegnung | Begegnung      | Ergebnis      |
| ---------------- | --------- | --------- | --------- | -------------- | ------------- |
| 9. Dezember 2018 | 11:30 Uhr | Senegal   | –         | Guinea         | 23:16 (12:7)  |
| 9. Dezember 2018 | 14:00 Uhr | DR Kongo  | –         | Tunesien       | 37:30 (20:11) |
| 9. Dezember 2018 | 16:30 Uhr | Algerien  | –         | Angola         | 17:41 (6:21)  |
| 9. Dezember 2018 | 19:00 Uhr | Kamerun   | –         | Republik Kongo | 22:21 (12:10) |

Die Sieger der Viertelfinalbegegnungen qualifizierten sich für das Halbfinale, während die Verlierer in der Platzierungsrunde die Plätze fünf bis acht ausspielen.

### Halbfinale
| Datum             | Zeit      | Begegnung | Begegnung | Begegnung | Ergebnis     |
| ----------------- | --------- | --------- | --------- | --------- | ------------ |
| 10. Dezember 2018 | 17:00 Uhr | Senegal   | –         | DR Kongo  | 22:21 (11:9) |
| 10. Dezember 2018 | 19:00 Uhr | Kamerun   | –         | Angola    | 16:25 (8:15) |

### Spiel um Platz 3
| Datum             | Zeit      | Begegnung | Begegnung | Begegnung | Ergebnis      |
| ----------------- | --------- | --------- | --------- | --------- | ------------- |
| 12. Dezember 2018 | 13:30 Uhr | DR Kongo  | –         | Kamerun   | 33:22 (16:10) |

### Finale
Senegal und Angola bestritten das Finale der 23. Handball-Afrikameisterschaft der Frauen:
| Datum             | Zeit      | Begegnung | Begegnung | Begegnung | Ergebnis     |
| ----------------- | --------- | --------- | --------- | --------- | ------------ |
| 12. Dezember 2018 | 16:00 Uhr | Senegal   | –         | Angola    | 14:19 (10:7) |

Damit ist Angola Afrikameister 2018.

## Platzierungsrunde
| Datum                             | Zeit      | Begegnung      | Begegnung | Begegnung      | Ergebnis      |
| --------------------------------- | --------- | -------------- | --------- | -------------- | ------------- |
| Spiel um Platz 9:                 |           |                |           |                |               |
| 10. Dezember 2018                 | 11:00 Uhr | Elfenbeinküste | –         | Marokko        | 38:31 (18:12) |
| Halbfinale der Platzierungsrunde: |           |                |           |                |               |
| 10. Dezember 2018                 | 13:00 Uhr | Guinea         | –         | Tunesien       | 26:30 (16:15) |
| 10. Dezember 2018                 | 15:00 Uhr | Republik Kongo | –         | Algerien       | 24:22 (16:14) |
| Spiel um Platz 7:                 |           |                |           |                |               |
| 11. Dezember 2018                 | 15:00 Uhr | Guinea         | –         | Algerien       | 34:22         |
| Spiel um Platz 5:                 |           |                |           |                |               |
| 11. Dezember 2018                 | 17:00 Uhr | Tunesien       | –         | Republik Kongo | 23:31 (13:13) |

## Endstand
1. Angola
2. Senegal
3. Demokratische Republik Kongo
4. Kamerun
5. Republik Kongo
6. Tunesien
7. Guinea
8. Algerien
9. Elfenbeinküste
10. Marokko

Die drei erstplatzierten Mannschaften – Angola, Senegal und die Demokratische Republik Kongo – sind für die Weltmeisterschaft 2019 in Japan qualifiziert. Zudem ist Angola als Afrikameister 2018 für die Olympischen Spiele 2020 qualifiziert, die ebenfalls in Japan stattfinden.